# Bonnie Tyler
Bonnie Tyler, pseudonimo di Gaynor Hopkins (Swansea, 8 giugno 1951), è una cantante britannica, originaria del Galles.
Interprete di brani di grande successo come Total Eclipse of the Heart e It's a Heartache, che da soli hanno venduto circa 12 milioni di copie, nella sua carriera ha pubblicato 20 album. Nel 2013, dopo quasi 40 anni di attività artistica, ha rappresentato il Regno Unito all'Eurovision Song Contest con il brano Believe in Me.

## Biografia

### Anni '70
Dotata di una voce potente, rauca e graffiante, dal timbro particolarmente riconoscibile, Bonnie Tyler cominciò la sua carriera verso la metà degli anni settanta, riscuotendo un discreto primo successo nel 1975, col singolo My My Honeycomb, cui segue, nel 1976, Lost in France. Dopo aver raggiunto la top ten con quest'ultimo brano, la Tyler pubblicò il suo primo album nel 1977, intitolato The World Starts Tonight. Il long playing non ottenne che un modesto, contenuto successo, che non impedì però alla cantante di partire per una lunga tournée, con cui attraversò l'Europa continentale. Dall'LP venne tratto anche un ulteriore 45 giri, More Than a Lover, che entrò nella Top 30 britannica. Nel 1977, alla Tyler vennero diagnosticati alcuni noduli alle corde vocali, giunti a uno stadio così avanzato da rendere necessaria un'operazione immediata, che la costrinse al silenzio assoluto per sei settimane. Un giorno, durante la convalescenza, accidentalmente lanciò un grido, che aggiunse al suo timbro vocale il distintivo tono rauco. Inizialmente, si pensò che questo significasse la fine della sua carriera di cantante. Invece, cosa che sorprese lei per prima, il singolo successivo la rese una star di fama internazionale: intitolato It's a Heartache, il pezzo raggiunse il terzo posto nella classifica Stati Uniti, diventando una hit mondiale e raggiungendo il primo posto in Francia e in Australia, il secondo in Germania e il quarto nel Regno Unito. L'album Natural Force venne ripubblicato per il mercato statunitense, con il nuovo titolo It's a Heartache (come il singolo). Sempre nel 1978, Bonnie è ospite del Festival di Sanremo dove lancia di fatto la sua hit anche nel nostro paese.
Bonnie Tyler non riscosse molti altri successi in questo periodo, ottenne comunque una hit minore con Married Men che, nel 1979, entrò nel Top 40 nella madrepatria, colonna sonora del film quasi omonimo, intitolato The World is Full of Married Men, tratto dal romanzo della popolare scrittrice britannica Jackie Collins. Fece uscire i 33 giri Diamond Cut (1979) e Goodbye to the Island (1981), ma nessuno dei due ottenne grandi riscontri, né in Gran Bretagna né negli Stati Uniti, anche se la traccia intitolata Sitting on the Edge of the Ocean, contenuta sull'album Goodbye to the Island vinse lo Yamaha World Song Festival svoltosi a Tokyo nel 1979. All'inizio degli anni ottanta, incaricherà il produttore di Meat Loaf, Jim Steinman, di scrivere le sue canzoni: Bonnie Tyler incide così i brani Total Eclipse of the Heart e Faster Than the Speed of Night, cantati a tratti anche dallo stesso Steinman, che conquisteranno le platee di tutto il mondo, vendendo milioni e milioni di dischi. Anche Holding Out for a Hero, scritta per la colonna sonora del film Footloose, sarà un grande successo.

### Anni '80

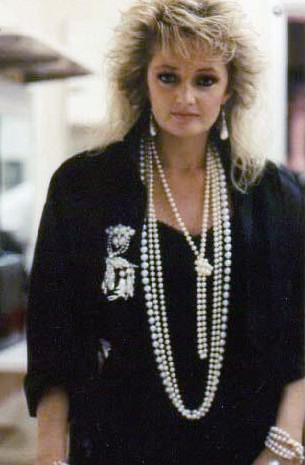
Bonnie Tyler nel 1986

Tra il 1977 e il 1981, Bonnie Tyler pubblicò in totale quattro album per la RCA. In quello stesso periodo, crebbe l'insoddisfazione della cantante per il proprio management, che tentava di farla avvicinare al mercato musicale country. Scaduto il contratto con la RCA, firmò con il David Espen Management, cercando aiuto, per la composizione di brani più genuinamente rock, nel compositore Jim Steinman e, nel 1982, approda alla major CBS Records. L'album successivo, Faster Than the Speed of Night, uscì nella primavera del 1983: dal long playing è tratto il singolo Total Eclipse of the Heart, una delle sue canzoni più famose, appunto scritta da Jim Steinman. Il brano diventò una hit mondiale, raggiungendo il primo posto in 18 paesi, tra cui Regno Unito, Francia, Australia, Giappone, Germania, Canada e Stati Uniti (dove rimase in vetta per 4 settimane). Faster Than the Speed of Night entrò nella classifica inglese direttamente al Numero 1, assicurando alla Tyler un posto nel Guinness dei primati come prima artista femminile britannica in assoluto a poter vantare un album entrato direttamente al primo posto nella relativa classifica.
Con Total Eclipse of the Heart, Bonnie ottenne anche una candidatura al Grammy Award come «Migliore Performance Vocale Femminile Pop». Nel 1984, ospite del Festival di Sanremo, eseguì la canzone, che di fatto la lanciò in Italia, dove era ancora poco conosciuta. Nello stesso anno la cantante presentò il pezzo ai Grammy Award, ricevendo un'altra nomination per il Grammy come «Migliore cantante femminile rock» per Here She Comes, una canzone che fa parte della colonna sonora del restauro del 1984 dello storico film Metropolis. Pubblicò anche il singolo A Rockin' Good Way (un duetto con il collega Shakin' Stevens, anch'egli gallese) che raggiunse il quinto posto nel Regno Unito. Nel 1986, la Tyler torna a lavorare con Jim Steinman per l'album Secret Dreams and Forbidden Fire. L'album ottenne un ottimo successo in Europa venendo certificato oro in Francia. La canzone di maggior successo dell'album fu Holding Out for a Hero che divenne parte della colonna sonora del film Footloose, Numero 34 negli Stati Uniti, primo posto in Irlanda e secondo posto in Gran Bretagna (nell'estate del 1985). La traccia è stata utilizzata anche come tema principale della serie televisiva statunitense Cover Up, anche se la versione che si può ascoltare nella serie TV non è cantata da lei, bensì da un interprete con il timbro vocale molto simile al suo, la statunitense Elizabeth Daily (che nel 1986 ebbe successo anche in Italia con il singolo Say it, say it, vicino al sound di Madonna). Un'altra hit dell'album fu If You Were a Woman (And I Was a Man) che raggiunse la sesta posizione della classifica francese vendendo oltre 250 000 copie. Del 1986 è anche un suo duetto con Fábio Jr., Sem Limites Pra Sonhar, che verrà inserito nell'omonimo album dell'artista brasiliano e arriverà alla prima posizione nella classifica dei singoli in quel Paese. Nel 1987, la Tyler presterà la sua voce per la title track dell'album di Mike Oldfield Islands: la versione del singolo divenne una hit minore, raggiungendo il Numero 100 nel Regno Unito, il Numero 41 in Germania e Italia, e il Numero 22 in Svizzera. Nel 1988 esce invece l'album Hide Your Heart, contenente diverse canzoni portate al successo da altri artisti negli anni successivi come The Best - reincisa da Tina Turner - e Save Up All Your Tears, più nota nella versione realizzata da Cher nei primi anni 90.

### Anni '90

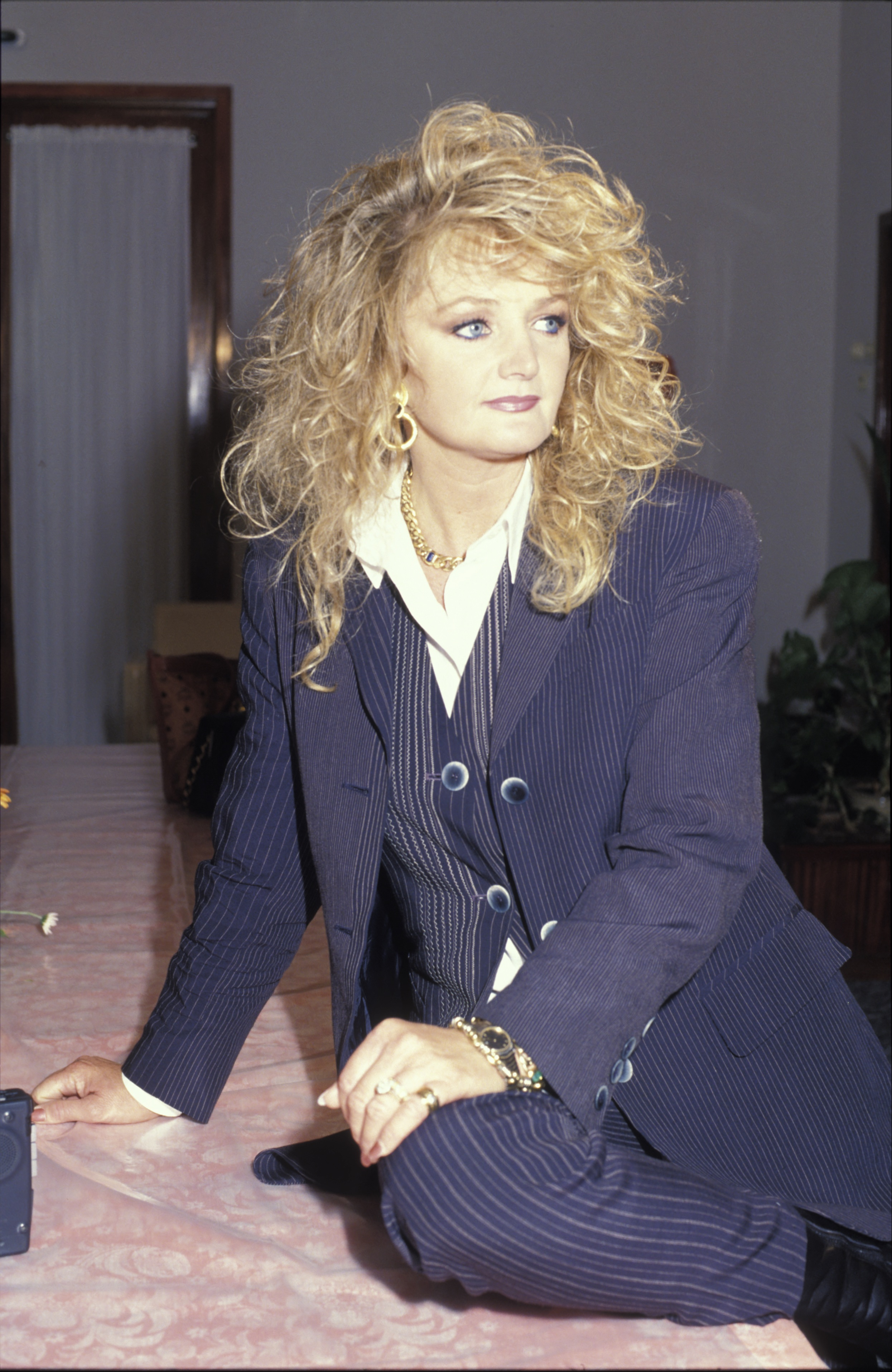
Bonnie Tyler nel 1997 a Mosca

Nel 1990 ha firmato un contratto con la Hansa Records e ha iniziato a lavorare col cantante e produttore discografico tedesco Dieter Bohlen. Il risultato è rappresentato dall'album Bitterblue (1991), a cui hanno contribuito anche Giorgio Moroder e Albert Hammond. L'album ebbe ottimi riscontri in Europa venendo certificato oro in Germania, Svezia e Svizzera, platino in Austria e Norvegia arrivando a vendere complessivamente più di mezzo milione di copie. Le due hits dell'album furono Bitterblue e Against the Wind.
Sempre nel 1991 partecipa al Festival di Sanremo con il brano Endless Night, adattamento in inglese della canzone Nenè di Amedeo Minghi presente in gara.
Il successivo disco è Angel Heart, pubblicato nell'ottobre 1992 e anticipato dal singolo Fools Lullaby, che ha ottenuto un ottimo successo in tutta Europa. Anche l'album bissò il successo del suo predecessore toccando complessivamente quasi mezzo milione di copie vendute. Nel gennaio '93 ha pubblicato la raccolta The Very Best of Bonnie Tyler, contenente materiale registrato per la Columbia Records. Il quarto e ultimo album uscito per la Hansa è Silhouette In Red, datato ottobre 1993. Duetta con Joe Cocker in You Are So Beautiful.
In seguito Bonnie Tyler registra l'album Free Spirit con un team composto da David Foster, Jeff Lynne, Christopher Neil, Humberto Gatica, Andy Hill, Jim Steinman, Steven Rinkoff e altri.
Questo album esce nel 1995, primo rilascio anche negli Stati Uniti dal 1988. Tra gli altri, nell'album è presente una cover di Making Love Out of Nothing at All, celebre brano portato al successo dagli Air Supply nel 1983, brano che inoltre aveva raggiunto il secondo posto in America, nello stesso periodo in cui la Tyler era prima in classifica con Total Eclipse of the Heart. Nel 1999 esce l'album All in One Voice (EastWest Records, in cui è presente una versione di The Rose, canzone di Bette Midler e una cover di I Put a Spell on You, di Screamin' Jay Hawkins. L'album, registrato a Dublino, avrebbe dovuto contenere anche una versione in inglese di Vivo per lei in duetto con Andrea Bocelli, ma la canzone non è stata inserita nella tracklist, a causa di problemi burocratici.

### Anni 2000
Il 14 settembre 2001 esce Greatest Hits, una compilation contenente alcuni dei suoi successi del passato. L'album ebbe ottimi riscontri toccando il 18º posto della classifica inglese venendo certificato oro per le oltre 60 000 copie vendute. Greatest Hits raggiunse la top ten in altri 5 paesi europei.  Nel 2003 Bonnie Tyler incise un duetto insieme alla cantante Kareen Anton, Si Demain, versione in francese di Total Eclipse of the Heart, il brano da lei portato al successo 20 anni prima. Il pezzo salì al primo posto delle classifiche di Francia, Belgio e Polonia, vendendo due milioni di copie. Nello stesso anno la cantante fece uscire Against All Odds, cover del successo di Phil Collins, e l'album Heartstrings, seguìto nel 2004 da Simply Believe, e dal singolo in tedesco Vergiss es, duetto con Matthias Reim.
Nel 2005 pubblicò la raccolta intitolata So Emotional (che è essenzialmente un «Best Of») e l'album Wings. Tra il 2005 e il 2006 inoltre, la Tyler intraprende un lungo tour in tutta Europa da cui verrà fuori un album live dal titolo Bonnie Tyler Live. Nel 2007 pubblica un'altra raccolta, From the Heart: Greatest Hits.
Nel 2009 ha registrato Total Eclipse of the Heart con il coro Only Men Aloud!.

### Anni 2010
Nel 2011 la Sony Music pubblica un triplo CD (Best of 3 CD), in cui sono presenti due nuove canzoni: un duetto con la francese Laura Zen dal titolo Amour Éternel (Eternal Flame) e il brano Under One Sky scritto da Paul D. Fitzgerald. Sempre in quest'anno la cantante ha duettato di nuovo con Matthias Reim, in Salty Rain, e intrapreso un mini tour negli Stati Uniti esibendosi a New York e a Miami.
Nel 2012, Bonnie Tyler si è recata a Nashville (Tennessee), dove ha registrato le tracce che sono confluite nell'album Rocks and Honey, sedicesimo album in studio dell'artista uscito nel marzo 2013. Dopo aver ascoltato la terza traccia Believe in Me, la BBC le chiese di rappresentare la Gran Bretagna all'Eurovision Song Contest del 2013. La Tyler accettò descrivendo questa occasione come una buona pubblicità per il suo nuovo album. La manifestazione si è tenuta a Malmö in (Svezia). Nonostante l'esperienza non si sia rivelata fortunata, con l'artista che si è classificata solo diciannovesima in finale, alla Tyler vennero assegnati diversi premi come l'Eurovision Song Contest Radio Award e ha ottenuto anche dei riconoscimenti come miglior canzone e miglior cantante donna. Dopo l'Eurovision ha continuato a viaggiare per diversi progetti e nel giugno 2013 ha pubblicato la raccolta All the Hits. Sempre nel 2013 ha intrapreso un tour in Sudafrica.
Nell'agosto 2017,  la Tyler si è esibita con Total Eclipse of the Heart a bordo della nave da crociera MS Oasis of the Seas con la band dance-rock americana DNCE in occasione dell'eclissi solare del 21 agosto 2017 negli Stati Uniti. La canzone ha ricevuto un aumento di 31 000 download online, portandola alla posizione numero 13 nella classifica americana delle canzoni digitali.
Nel marzo 2018 la Tyler ha fatto un tour di 22 date in Germania e Austria per celebrare il 40 ° anniversario di It's a Heartache, con Sharron Levy come supporto.
Nel 2019, esce il suo diciassettesimo album in studio dal titolo Between the Earth and the Stars (contenente tra l'altro duetti con Rod Stewart, Cliff Richard e Francis Rossi) che la porta ad una lunga tournée in tutta Europa. 
Il 14 dicembre 2019, torna in Italia prendendo parte al Concerto di Natale in Vaticano dove si esibisce con il suo brano storico Total Eclipse Of The Heart.

### Anni 2020
A marzo del 2020, dopo aver preso parte a un concerto benefico a Londra, dichiara di aver realizzato un nuovo album che verrà rilasciato a febbraio 2021. A dicembre 2020 l'album viene annunciato ufficialmente: il progetto si intitola The best is yet to come e viene pubblicato nel febbraio 2021. L'album è anticipato dal singolo When the lights go down che viene pubblicato il 18 dicembre 2020. Sempre a dicembre, il sito ufficiale della Tyler annuncia 38 date di concerti in giro per l'Europa nel 2022. Nel luglio del 2021, durante un'intervista, annuncia che a settembre tornerà in studio per lavorare ancora ad un nuovo disco.

## Vita privata
Dal 1973 è sposata con lo judoka Robert Sullivan, cugino di David Jones, il padre di Catherine Zeta-Jones: Sullivan divenne noto nel 1972 per aver partecipato alle Olimpiadi di Monaco di Baviera. La coppia non ha avuto figli.

## Discografia

### Album in studio
- 1977 - The World Starts Tonight
- 1978 - Natural Force
- 1979 - Diamond Cut
- 1981 - Goodbye to the Island
- 1983 - Faster Than the Speed of Night
- 1986 - Secret Dreams and Forbidden Fire
- 1988 - Hide Your Heart
- 1991 - Bitterblue
- 1992 - Angel Heart
- 1993 - Silhouette in Red
- 1995 - Free Spirit
- 1998 - All in One Voice
- 2003 - Heart Strings
- 2004 - Simply Believe
- 2005 - Wings
- 2013 - Rocks and Honey
- 2019 - Between the Earth and the Stars
- 2021 - The Best Is Yet to Come

## Videografia
- 1986 - Bonnie Tyler The Video VHS
- 2006 - Bonnie on Tour 2006 DVD, Stickmusic